# Cortinarius fuscotinctus
Cortinarius fuscotinctus är en svampart som beskrevs av Rea 1917. Cortinarius fuscotinctus ingår i släktet Cortinarius och familjen spindlingar.   Inga underarter finns listade i Catalogue of Life.